# Landtmannen
Landtmannen, tidskrift för landtmän var en veckotidskrift som utgavs i Stockholm 1918–1934 som organ för Sveriges allmänna lantbrukssällskap.
Landtmannen utgjorde en fortsättning på Landtmannen, tidskrift för Sveriges jordbrukare (1890–1917, utgiven av Wilhelm Flach) och Tidskrift för landtmän (1880–1917). Bland dess redaktörer märks Ludvig Nanneson.